# Euphemismus-Tretmühle
Die Euphemismus-Tretmühle (engl. euphemism treadmill) ist eine sprachwissenschaftliche Hypothese. Sie besagt, dass jeder Euphemismus irgendwann durch Pejorisierung die negative Konnotation seines Vorgängerausdrucks annehmen wird, solange sich die tatsächlichen Verhältnisse nicht verändern.
Häufig handelt es sich bei den betroffenen Ausdrücken um gesellschaftlich relevante und konnotativ aufgeladene Begriffe. So werden etwa ethnische Minderheiten wiederholt mit neuen Wörtern benannt, um negative Assoziationen zu vermeiden. Von anderer Seite wird die angestrebte Begriffsetablierung dann oft als übersteigerte politische Korrektheit oder Neusprech kritisiert.
Das semantische Gegenstück zur Euphemismus-Tretmühle ist die Dysphemismus-Tretmühle für den umgekehrten Vorgang, dass ein negativ konnotierter Ausdruck eine Bedeutungsverbesserung erfährt und folglich ein neuer abwertender Ausdruck notwendig wird (siehe auch Geusenwort).
Der Begriff wurde vom Psycholinguisten Steven Pinker geprägt.

## Herkunft und Beispiele
In einer Veröffentlichung von 1974 wurde der reichhaltige Fundus an Begriffen für niedrige Intelligenz in der amerikanischen Sprache, der über vierhundert Begriffe umfasst, beschrieben. Er wurde mit der bewussten Nutzung und Neuschaffung (englisch creation) beschönigender Begriffe erklärt, die sich dann abnutzen und dabei mehr und mehr als abwertend empfunden werden, bis sie ersetzt werden müssen (englisch replacement), wobei diese Folge Euphemismus-Zyklus genannt wurde. Der Begriff der „Euphemismus-Tretmühle“ wurde später von Steven Pinker eingeführt. Er beschrieb den Effekt, dass euphemistische Wortneubildungen alle negativen Assoziationen jener Wörter aufnahmen, die sie ersetzten, also eine Bedeutungsverschlechterung erlebten. Nach Pinker zeige die Euphemismus-Tretmühle, dass nicht Wörter – wie variable euphemistische Bezeichnungen –, sondern Begriffe im Geist des Menschen primär (vorrangig) seien. Deshalb bewirkten diese primären Begriffe die Bedeutungsübertragung auf die sekundären (nachrangigen) Bezeichnungen.
Die neuen Euphemismen können sogar als noch negativer wahrgenommen werden als die durch sie „ersetzten“ ursprünglichen Bezeichnungen. Euphemismen, die schon länger bestehen und konventionalisiert und häufiger sind, zeigen in einigen Fällen schwächere Tendenzen der Pejorisierung. Die Euphemismus-Tretmühle kann nach Ansicht einiger Autoren auch durch technologischen Fortschritt angetrieben werden, wenn sich etwa dadurch, dass der entsprechende Raum in der Regel größer wurde, im Englischen der Euphemismus Bathroom („Bad“) gegenüber dem Euphemismus WC durchsetzte. Dieser Effekt tritt möglicherweise auch auf, wenn sich gesellschaftliche Veränderungen in der Sprache niederschlagen.
Beispiele
Ein Beispiel aus dem englischen Sprachraum sind die zahlreichen Bezeichnungen für People of Color, die das United States Census Bureau über die Zeit verwendete: Aus Oriental wurde Asian, daraus wurde Asian-American and Pacific Islander. Aus Colored wurde Negro, später Black und African-American. In zwei aufeinanderfolgenden Volkszählungen im Abstand von zehn Jahren verwendete die Behörde nie dieselben Ausdrücke für Ethnie und Hautfarbe (Race), nur der Ausdruck für Weiße blieb über die Zeit stabil.
Ein deutsches Beispiel für den Prozess der Euphemismus-Tretmühle ist „abwickeln“, das den Begriff „Schließung von Betrieben und Einrichtungen“ ersetzen sollte, jedoch bald selbst dessen negativen Charakter übernahm. Ein weiteres Beispiel ist das Aufkommen des Begriffs „sozial schwach“ anstatt „arm“, der auch bald als negativ konnotiert wahrgenommen wurde.
Ein weiteres Beispiel ist die Bezeichnung für Menschen mit geringen Bildungsabschlüssen. Der Ausdruck „bildungsfern“ hatte zunächst den als diskriminierend empfundenen Ausdruck „ungebildet“ ersetzt (z. B. als Kategorie in den PISA-Studien). Allerdings wurde der Ausdruck „bildungsfern“ selbst wieder als diskriminierend wahrgenommen und es wurden alternative Bezeichnungen wie „vom Bildungswesen nicht erreichte Personen“ vorgeschlagen. Andere entschieden sich bewusst, den Ausdruck „bildungsfern“ beizubehalten, da sie eine Euphemismus-Tretmühle befürchteten.

## Kritik
Für den von Pinker beschriebenen Prozess, nach dem sich die negative Bedeutung abwertender Begriffe automatisch auch auf neue Begriffe übertrage, gebe es laut dem Linguisten Anatol Stefanowitsch wenig sprachgeschichtliche Evidenz. Stefanowitsch merkt an, dass häufig die vermeintlich politisch korrekten Begriffe genau so alt wie die zu vermeidenden Begriffe seien, ohne aber die negative Konnotation angenommen zu haben. Bei vielen neu etablierten Wörtern lasse sich zudem keine „grundsätzliche Tendenz einer solchen Abwertung“ nachweisen. Er bezeichnet das Konzept der Euphemismus-Tretmühle somit als „Fiktion“.